# محسن حسام مظاهری
محسن‌حسام مظاهری (متولد ۱۳۶۱ در اصفهان) نویسنده و پژوهشگر مطالعات اجتماعی دین و تشیع است. تمرکز فعالیت علمی او بر مناسک و آیین‌های شیعه است. او همچنین در حوزه مطالعات اجتماعی جنگ ایران و عراق نیز آثاری دارد.
او پروژه اصلی خود را بررسی سیر تغییر و تحولات آیین‌های شیعه و فهم منطق این تغییرات می‌داند.
مظاهری دانش‌آموخته جامعه‌شناسی دانشگاه تهران است و سابقه سردبیری نشریات «هابیل» و «فتیان» را نیز دارد. او مدیر و سرویراستار دانش‌نامه تخصصی «فرهنگ سوگ شیعی» و دبیر مجموعه «کتاب‌های سرو» (مطالعات اجتماعی شیعه) است.

## دیدگاه‌ها

### مناسک ثانویه
عزاداری شیعیان از جمله آیین‌های دینداران است؛ نه مناسک دینی که گرچه تأسیس آن با امامان شیعه بوده، اما در مسیر تکمیل و حیات خود به عنصری از فرهنگ دین‌داری عامه تبدیل شده‌ است. چنین است که در مقاطع تاریخی مختلف به تبع متغیرهای اجتماعی مختلف صورت‌های نوینی را پذیرا شده‌ است؛ صورت‌هایی که حاصل ابداع شیعیان برای تکمیل و بسط دینداری خود در پاسخ به خلأها و نیازهایشان احساس کرده‌اند.
نتیجه آنکه اکنون با طیف متنوعی از آداب و آیین‌های مختلف ذیل این پدیده مواجه‌ایم که جملگی به ابتکار دین‌داران پدید آمده‌اند، بی‌آنکه دین در شکل آن نقش مستقیم داشته باشد.

### جامعه‌شناسی آیین‌ها و مجالس عزاداری
کتاب رسانه شیعه نوشته محسن حسام مظاهری نخستین اثر مستقلی است که با موضوع بررسی جامعه‌شناختی آیین‌ها و مجالس عزاداری در ایران نوشته و منتشر شده‌ است.
مظاهری در مراسم رونمایی از این کتاب گفت: «هدف و مقصد اصلی من در این کتاب، بررسی، تحلیل و فهم منطق تغییرات و تطورات مناسکی ـ گفتمانی مجالس و آیین‌های عزاداری شیعیان ایرانی در طول تاریخ و خصوصاً در دوران معاصر است و این که آیا می‌توان این تغییرات را تابع الگویی تجربی ـ نظری دانست یا نه؟ رویکرد اصلی و بنیانی‌ام در این راستا، بررسی این مجالس و آیین‌ها به مثابه پدیده‌ای اجتماعی است؛ پدیده‌ای در متن و بطن جامعه که تغییراتش هم متأثر از تغییرات جامعه در ادوار مختلف است.»
رسانه شیعه حاصل پژوهشی پنج‌ساله است و ۹ فصل را شامل می‌شود.انتشار کتاب رسانه شیعه، بازخوردهای مختلفی در محافل مذهبی یافت. برخی مداحان مشهور از جمله منصور ارضی، محمدرضا طاهری و سعید حدادیان در مجالس عزاداری صراحتاً به مخالفت با کتاب پرداختند و مطالب آن را مضر دانستند.
این کتاب در دومین جشنوارهٔ فارابی (آبان ۱۳۸۸) به‌عنوان رتبهٔ سوم در رشتهٔ علوم اجتماعی و ارتباطات برگزیده شد. محمد اسفندیاری در کتاب "کتاب‌شناسی تاریخی امام‌حسین (ع) (ویراست دوم)"، رسانه شیعه را جزو ۱۰۰ کتاب مهم و برتری که تاکنون در موضوع عاشورا نوشته شده‌اند، دانسته است.

### فربهی مناسک
«رشد سخت‌افزاری تشیع»، «فربهی/تورم مناسک» و «خودتنظیمی جامعه» از جمله مفاهیمی است که مظاهری در مقالات و کتاب‌های خود از جمله کتاب ساکن خیابان ایران پی می‌گیرد.

### اصلاحات فرهنگ دینی
مظاهری یکی از دستاوردهای مهم جمهوری اسلامی را فهم این می‌داند که «با ابزار دولت و ایجاد ساختارهای بوروکراتیک نمی‌توان اصلاحات دینی انجام داد و جامعه را دین‌دارتر کرد».
او همچنین معتقد است انتقادات و پروژه‌های اصلاحی عزاداری‌ها به بن‌بست رسیده‌ است. و تا وقتی زمینهٔ اجتماعی مولد و مقوم دین‌داری‌های حاشیه‌نشین به‌ درستی شناسایی و تحلیل نشود، هر برخوردی در هر سطح تنها به آتش توسعهٔ این جریان‌ها دامن خواهد زد. اگر زمینه فهم شود آن‌وقت به‌ درستی مشخص خواهد شد که مسئله‌های فرهنگی و اجتماعی پاسخ امنیتی ندارند. پدیده‌ای که طی چندین سال به‌ تدریج شکل گرفته و قوام یافته را نمی‌شود یک‌شبه فیصله داد. حاشیه‌نشینی دینداری از جنس حاشیه‌نشینی شهری نیست که بشود شبانه با بولدوزر به خاک سفیدش حمله کرد و آن را صاف کرد.

### تعایش اهل سنت و شیعیان
مظاهری با طرح راهبرد «جایگزین آرمان عملیِ تعایش اهل سنت و شیعیان با شعار ایده‌آلی وحدت شیعه و سنی» و همچنین «گفتگو و تعامل لایه‌های میانی و نخبگان غیردینی» می‌گوید به نظر می‌رسد حل مسئله شیعه و سنی، امروز نیازمند صورت‌بندی تازه‌ای است؛ صورت‌بندی‌ای با توجه به مجموعه گزاره‌های واقعی و عینی حیات شیعیان و اهل سنت اولاً در گستره ملی، ثانیاً در گستره جهان اسلام و ثالثاً در گستره نظام بین‌الملل.

## دست‌آوردها
- انتخاب کتاب رسانه شیعه به عنوان اثر برگزیده جشنواره فارابی در سال ۱۳۸۸[۷]
- انتخاب کتاب «شخم در مزرعه» به عنوان اثر برگزیده در پانزدهمین دوره کتاب سال دفاع مقدس[۸]
- انتخاب کتاب «رنگ رنگ جنگ» به عنوان اثر شایسته تقدیر در شانزدهمین دوره کتاب سال دفاع مقدس[۹]
- انتخاب کتاب فرهنگ سوگ شیعی به عنوان اثر برگزیده در دومین دوره کتاب سال عاشورا[۱۰]
- انتخاب کتاب فرهنگ سوگ شیعی به عنوان اثر برگزیده در بیست و چهارمین دوره کتاب سال دانشجویی[۱۱]